# Verfügbarer Name
In der zoologischen Nomenklatur ist ein verfügbarer Name (englisch available name) ein wissenschaftlicher Name, der entsprechend der internationalen Regeln für die Zoologische Nomenklatur (englisch International Code of Zoological Nomenclature, ICZN) korrekt für ein Taxon vergeben wurde. 

## Anforderungen gemäß ICZN
Um verfügbar zu sein, gibt es für einen Namen gemäß dem ICZN eine Reihe allgemeiner Anforderungen, die erfüllt sein müssen:
- Es darf ausschließlich das lateinische Alphabet verwendet werden,
- Artnamen müssen der binären Nomenklatur entsprechen (der zweiteilige Grundbestandteil setzt sich aus dem Namen der Gattung, der stets als Substantiv mit einem Großbuchstaben beginnt, und einem heute immer kleingeschriebenen Epitheton, häufig ein Adjektiv, welches in Kombination mit der Gattung die Art charakterisiert, zusammen),
- er muss zeitgemäß in einer angesehenen Publikation veröffentlicht werden,
- und weiteres wie das Zitieren des Namens.

In einigen seltenen Fällen kann auch ein Name, der diesen Kriterien nicht genügt, aus historischen Gründen verfügbar sein.

## Abgrenzung zum akzeptierten wissenschaftlichen Namen
Die ICZN legen auch fest, auf welchen  akzeptierten wissenschaftlichen Namen (valid name)n man sich zu einigen hat, falls ein Tier mehr als einen Namen erhalten hat. Es kann neben dem akzeptierten Namen weitere Namen haben, sogenannte Synonyme. Sowohl der akzeptierte als auch die weiteren Namen müssen verfügbare Namen sein.

## Verwendung in anderen Reichen (Botanik, Mykologie)
Im International Code of Nomenclature for algae, fungi, and plants (ICN) wird dieser Begriff nicht benutzt; er korrespondiert mit dem „gültig publizierten Namen“ (englisch validly published name) in der Botanik. Das botanische Äquivalent des zoologischen Begriffs „valid name“ ist „correct name“.